# Купа на Полша
Купата на Полша (на полски: Puchar Polski) е полски футболен турнир провеждан ежегодно от 1950 г.
Това е втората по значимост полска купа след тази от първенството на Екстракласа. Заради участието на многобройни клубове, турнирът понякога се нарича „Купата на хилядата отбора“ (на полски: Puchar Tysiąca Drużyn).
Участие може да вземе всеки отбор член на Полския футболен съюз независимо дали се състезава в някоя от полските лиги.

## Носители на Купата на Полша
- 1926, Висла Краков
- 1951, Рух (Хожов)
- 1952, ФК Полония (Варшава)
- 1954, Гвардия (Варшава)
- 1955, Легия (Варшава)
- 1956, Легия (Варшава)
- 1957, ЛКС Лодз
- 1962, Заглембе (Сосновец)
- 1963, Заглембе (Сосновец)
- 1964, Легия (Варшава)
- 1965, Гурник Забже
- 1966, Легия (Варшава)
- 1967, Висла Краков
- 1968, Гурник Забже
- 1969, Гурник Забже
- 1970, Гурник Забже
- 1971, Гурник Забже
- 1972, Гурник Забже
- 1973, Легия (Варшава)
- 1974, Рух (Хожов)
- 1975, Стал Жешов
- 1976, Шльонск Вроцлав
- 1977, Заглембе (Сосновец)
- 1978, Заглембе (Сосновец)
- 1979, Арка (Гдиня)
- 1980, Легия (Варшава)
- 1981, Легия (Варшава)
- 1982, Лех Познан
- 1983, Лехия Гданск
- 1984, Лех Познан
- 1985, ФК Видзев (Лодз)
- 1986, ГКС Катовице
- 1987, Шльонск Вроцлав
- 1988, Лех Познан
- 1989, Легия (Варшава)
- 1990, Легия (Варшава)
- 1991, ГКС Катовице
- 1992, Медж Легница
- 1993, ГКС Катовице
- 1994, Легия (Варшава)
- 1995, Легия (Варшава)
- 1996, Рух (Хожов)
- 1997, Легия (Варшава)
- 1998, Амика Вронки
- 1999, Амика Вронки
- 2000, Амика Вронки
- 2001, ФК Полония (Варшава)
- 2002, Висла Краков
- 2003, Висла Краков
- 2004, Лех Познан
- 2005, Дискоболия Гродзиск Велкополски
- 2006, Висла Плоцк
- 2007, Дискоболия Гродзиск Велкополски
- 2008, Легия (Варшава)
- 2009, Лех Познан
- 2010, Ягельония Бялисток
- 2011, Легия (Варшава)
- 2012, Легия (Варшава)
- 2013, Легия (Варшава)
- 2014, Бидгошч
- 2015, Легия (Варшава)
- 2016, Легия (Варшава)
- 2017, Арка (Гдиня)
- 2018, Легия (Варшава)
- 2019, ФК Лехия (Гданск)
- 2020, Краковия